# Le Canard enchaîné

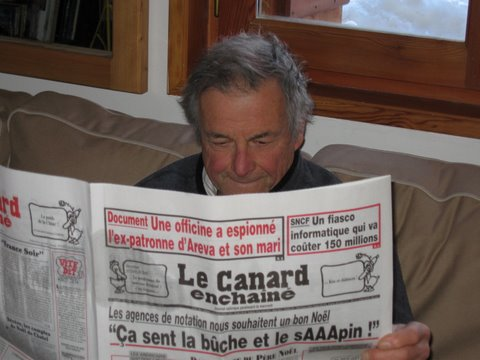
Một người đang đọc báo Le Canard enchaîné

Le Canard enchaîné (Con vịt bị trói, Con vịt buộc hay là Tờ báo bị trói - "canard" là tiếng lóng tiếng Pháp có nghĩa là "tờ báo") là một tờ báo trào phúng xuất bản hàng tuần tại Pháp. Được thành lập vào năm 1915 trong thời kỳ Chiến tranh thế giới thứ I, báo này nổi bật với thể loại báo chí điều tra và rò rỉ từ các nguồn bên trong chính phủ Pháp, thế giới chính trị Pháp và thế giới kinh doanh Pháp, cũng như nhiều câu chuyện cười và tranh biếm họa hài hước.